# Exocentrus variepennis
Exocentrus variepennis là một loài bọ cánh cứng trong họ Cerambycidae.